# Dépôt chimique en phase vapeur
Pour les articles homonymes, voir CVD.

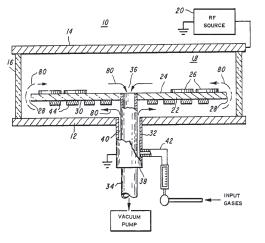
Schéma d'un CVD

Le dépôt chimique en phase vapeur (ou CVD pour l'anglais chemical vapor deposition) est une méthode de dépôt sous vide de films minces, à partir de précurseurs gazeux.

## Principe
La CVD est un procédé utilisé pour produire des matériaux solides de haute performance, et de grande pureté. Ce procédé est souvent utilisé dans l'industrie du semi-conducteur pour produire des couches minces. Dans un procédé CVD typique, le substrat est exposé à un ou plusieurs précurseurs en phase gazeuse, qui réagissent et/ou se décomposent à la surface du substrat pour générer le dépôt désiré. Fréquemment, des sous-produits de réactions, eux-mêmes en phase gazeuse, sont produits et évacués par le flux gazeux qui traverse en continu la chambre de réaction.
Les procédés de microfabrication utilisent largement la CVD pour déposer des matériaux sous des formes variées : monocristallins, polycristallins, amorphes, épitaxiés. Ces matériaux incluent le silicium, la silice, le silicium-germanium, les carbures de silicium,  du carbone diamant, les fibres, nanofibres, filaments, nanotubes de carbone, le tungstène, des matériaux à haute permittivité électrique, etc.

## Variantes du dépôt chimique en phase vapeur
Il existe plusieurs formes de CVD. Ces procédés diffèrent les uns des autres selon le moyen dont les réactions chimiques sont initiées et par les conditions du procédé.
- Classification selon la pression totale
  - Atmospheric pressure CVD (APCVD) - CVD réalisée à pression atmosphérique.
  - Low-pressure CVD (LPCVD) - CVD réalisée à pression sous-atmosphérique[1]. Les pressions réduites tendent à réduire les réactions en phase gazeuse non désirées et augmentent l'uniformité des films le long des substrats. La plupart des procédés CVD actuels sont soit LPCVD soit UHVCVD.
  - Ultrahigh vacuum CVD (UHVCVD) - CVD réalisée à pression très basse, typiquement sous 10−6 Pa (~ 10−8 torr).  NB: dans d'autres champs, une sous-division entre "high" and "ultra-high vacuum" est courante, se situant souvent à 10−7 Pa.

- Classification en fonction des caractéristiques physiques du réactif
  - Aerosol assisted CVD (AACVD) - dans laquelle le précurseur est transporté jusqu'au substrat au moyen d'un aérosol liquide:gaz qui peut être généré par ultrasons. cette technique est appropriée dans le cas d'utilisation de précurseurs non volatils.
  - Direct liquid injection CVD (DLICVD) - dans laquelle les précurseurs sont à l'état liquide (liquide ou solide dissous dans un solvant approprié). Les solutions liquides sont injectées dans une chambre de vaporisation au moyen d'injecteurs. Ensuite les précurseurs sont transportés jusqu'au substrat comme dans un procédé CVD classique. Cette technique est appropriée pour l'utilisation de précurseurs liquides ou solides. Des vitesses de croissances élevées peuvent être atteintes par cette technique.
- Procédés assistés par plasma
  - Microwave plasma-assisted CVD (MPCVD)
  - Plasma-Enhanced CVD (PECVD) - dans lequel un plasma est employé pour augmenter le taux de réaction des précurseurs[2]. Cette variante permet le dépôt à des températures plus faibles (la température étant souvent un point bloquant).
  - Low-Energy Plasma-Enhanced CVD (LEPECVD), variante à basse énergie.
  - Remote plasma-enhanced CVD (RPECVD) - Similaire au PECVD, sauf que le substrat n'est pas directement dans la région de la décharge plasma. Cela permet des traitements à température ambiante.
- Atomic layer CVD (ALCVD) – Dépôt de couches successives de différentes substances (voir épitaxie)
- Hot wire CVD (HWCVD) - Aussi connu sous le nom de CVD catalytique (Cat-CVD) ou CVD activé par filament chaud (HFCVD).  Utilise un filament chaud pour décomposer chimiquement les gaz source[3].
- Metalorganic chemical vapor deposition (MOCVD) - procédés CVD utilisant des précurseurs métallo-organiques.
- Dépôt hybride physique-chimique en phase vapeur (en) (HPCVD) - procédé de dépôt en phase vapeur qui implique à la fois la décomposition chimique d'un précurseur gazeux et la vaporisation d'un solide.
- Rapid thermal CVD (RTCVD) - CVD utilise des lampes chauffantes ou d'autres méthodes pour chauffer rapidement le substrat. En ne chauffant que le substrat plutôt que le gaz ou les murs de la chambre cela aide à réduire les réactions non voulues qui peuvent entraîner à la formation de particule inattendues.
- Vapor Phase Epitaxy (VPE) - Épitaxie en phase vapeur.

## Problèmes liés au dépôt
Dans certains cas, les fortes températures de dépôt engendrent des contraintes résiduelles importantes pendant la phase de refroidissement. Ces contraintes dépendent fortement des caractéristiques mécaniques du substrat et de la couche à déposer, et peuvent avoir un impact sur la qualité du film et ses performances en service.